# Бабушкин, Алексей Викторович
Алексей Викторович Бабушкин (29 апреля 1919, Саратов — 1 ноября 1986, там же) — советский военный медик, участник Великой Отечественной войны, главный государственный санитарный врач Саратовской области (1969—1980). Заслуженный врач РСФСР.

## Биография
Родился 29 апреля 1919 года в городе Саратове. Родители, мать — Бабушкина Анна Васильевна и отец — Бабушкин Виктор Федорович, репрессированы в 1935 году. Реабилитированы в 1956 году.
С 1927 года по 1937 год обучался во 2-й опытной школе и в 5-й средней школе города Саратова. С сентября 1937 года по июль 1938 года посещал подготовительные курсы при Саратовском медицинском институте. С сентября 1938 года по июнь 1940 года обучался на педиатрическом факультете Саратовского медицинского института, с сентября 1940 года по декабрь 1941 года учился на лечебном факультете Астраханского медицинского института.
25 мая 1942 года ушёл добровольцем на фронт. С мая 1942 года по октябрь 1943 года воевал в 101 отдельной стрелковой бригаде в составе 39-й армии Калининского фронта. Служил санитарным инструктором, фельдшером медико-санитарной роты, затем старшим фельдшером отделения санитарно-химической защиты.
С октября 1943 года по декабрь 1945 года обучался на военном факультете Московского медицинского института, затем в Военно-медицинской академии имени С. М. Кирова.
В декабре 1945 года направлен в Дальневосточный военный округ преподавателем в школе среднего состава медицинской службы, где служил до середины 1952 года.
С сентября 1952 года по январь 1959 года проходил службу в Приволжском военном округе преподавателем в школе среднего состава медицинской службы вплоть.
В январе 1959 года уволен в запас в звании подполковника медицинской службы.
С 1959 года работал в Балашовской городской санитарно-эпидемиологической станции сначала санитарным врачом по гигиене питания, затем главным врачом.
С марта 1963 года избран депутатом Балашовского городского Совета депутатов и трудящихся.
В июле 1963 года назначен заведующим санитарно-эпидемиологическим отделом Саратовской областной санитарно-эпидемиологической станции, а в 1969 году руководителем сектором санитарной экспертизы проектов в Саратовском НИИ сельской гигиены МЗ РСФСР.
С мая 1969 года по декабрь 1980 года — главный государственный санитарный врач Саратовской области.
Умер 1 ноября 1986 года в городе Саратове, похоронен на Елшанском кладбище.

## Публикации
В 1959—1960 годах в Военно-медицинском журнале А. В. Бабушкиным в соавторстве с А. И. Скороходовым опубликованы статьи «Работа санитарных инструкторов, санитаров, санитаров-носильщиков в очаге поражения атомным оружием», «Организация розыска и выноса пораженных в очаге поражения атомным оружием», «К вопросу состава и организации работы пунктов сбора пораженных».
Принимал участие в разработке «Методических указаний МЗ РСФСР по организации и проведению предупредительного санитарного надзора на селе», «Методических указаний МЗ РСФСР по санитарной экспертизе проектов колхозно-совхозных складов минеральных удобрений и ядохимикатов», «Методических указаний по проведению санитарного надзора за использованием ядохимикатов в сельском хозяйстве», методических рекомендаций «Гигиенический контроль за эффективной очисткой воды от хлорорганических ядохимикатов на водоочистных сооружениях и качеством обрабатываемой воды».
Активно занимался литературно-публицистической деятельностью, с 1956 года — член литературного объединения при Балашовском Доме народного творчества. Печатается в газетах «Балашовская правда» (статьи «Хопер — наша гордость», «За здоровье народное», «Чистота — залог здоровья»), «Известия» (статья «Авторитет санитарного актива»), «Коммунист» (статьи «Человек и природа», «Волге быть чистой»), «Медицинская газета» (статья «Функции контроля»).
Публиковался в литературно-художественном сборнике «Огоньки» (рассказ «Первый вальдшнеп», 1956), в «Балашовской правде» («В отпуску», 1955; «Телефонный разговор», 1961; рассказ для детей «Храбрец», 1961), в газете «Знамя Родины» (Воронеж) (рассказ «На посту», 1955).

## Награды
- Орден Отечественной войны II степени (06.04.1985)[2]
- Орден Красной Звезды (30.12.1956 № 3393760)
- Орден Трудового Красного Знамени (20.07.1971 № 661088)
- Медаль «За боевые заслуги» (04.12.1942)
- Медаль «За боевые заслуги» (19.11.1951)
- Медаль «За победу над Германией в Великой Отечественной войне 1941—1945 гг.» (09.05.1945)
- Медаль «Ветеран труда» (14.02.1980)
- Заслуженный врач РСФСР (26.05.1977)
- Отличник здравоохранения СССР
- Ударник коммунистического труда
- Почётная грамота Министерства здравоохранения СССР

## Память
- Мемориальная доска на здании Управления Роспотребнадзора по Саратовской области по адресу: г. Саратов, ул. Вольская, д. 7 (2018)[3][4][5].
- Аллея имени Алексея Бабушкина в Октябрьском районе города Саратова (2024)[6][7][8][9].